# Перелік кратерів Європи (супутника)
Кратери супутника Європа — сформовані на льодовиковій поверхні супутника Юпітера.

## Перелік
Тільки на початку ХХІ століття почалося системне вивчення супутника Юпітера, а саме Європи. Відтак людство почало складати й систематизувати факти щодо цього супутника і об'єктів на його поверхні. Таким чином склалася більш як уявна його мапа та нанесені ключові орієнтири на ній. До важливих таких орієнтирів вчені відносять поверхневі кратери супутника і їх систематизували:
| Назва     | Координати                                                  | Діаметр (km) | Відкрито Рік | Походження назви                                                                                         | Картка |
| --------- | ----------------------------------------------------------- | ------------ | ------------ | --- | ------ |
| Ааня      | 43°00′ пд. ш. 177°30′ зх. д. / 43° пд. ш. 177.5° зх. д.     | 5            | 2000         | Ааня (Áine) кельтська богиня любові та родючості                                                         | WGPSN  |
| Аматон    | Координати: Довгота не може бути парсована як число:177,47  | 1.7          | 2006         | Аматон (Amaethon) кельтський бог родючості                                                               | WGPSN  |
| Амерґін   | 14°42′ пд. ш. 129°24′ сх. д. / 14.7° пд. ш. 129.4° сх. д.   | 17           | 2000         | Амерґін (Amergin) ірландський легендарний друїд та поет                                                  | WGPSN  |
| Аенґус    | 12°36′ пд. ш. 75°06′ зх. д. / 12.6° пд. ш. 75.1° зх. д.     | 4.5          | 2000         | Аенґус (Angus) кельтський бог кохання та молодості                                                       | WGPS   |
| Авагдду   | 1°24′ пн. ш. 169°30′ зх. д. / 1.4° пн. ш. 169.5° зх. д.     | 10           | 2000         | Авагдду (Avagddu) бог шторму в кельтів                                                                   | WGPS   |
| Бейлор    | 52°48′ пд. ш. 97°48′ зх. д. / 52.8° пд. ш. 97.8° зх. д.     | 4.8          | 2000         | Бейлор (Balor) кельтський бог ночі, з оком, що наводить порчу — смерть                                   | WGPSN  |
| Бресс     | 37°38′ пн. ш. 98°40′ зх. д. / 37.64° пн. ш. 98.66° зх. д.   | 10           | 2006         | Бресс (Bress) син бога Сонця - Еллата                                                                    | WGPSN  |
| Бриґід    | 10°48′ пн. ш. 81°18′ зх. д. / 10.8° пн. ш. 81.3° зх. д.     | 9.5          | 2000         | Бриґід (Brigid) кельтська богиня лікування та поезії                                                     | WGPSN  |
| Камулус   | 26°30′ пд. ш. 81°06′ зх. д. / 26.5° пд. ш. 81.1° зх. д.     | 4.5          | 2000         | Камулус (Camulus) гальський бог війни                                                                    | WGPSN  |
| Кілікс    | 2°36′ пн. ш. 178°06′ сх. д. / 2.6° пн. ш. 178.1° сх. д.     | 15           | 1985         | Кілік (Κίλιξ) брат Європи                                                                                | WGPSN  |
| Кліодна   | 2°30′ пд. ш. 76°24′ зх. д. / 2.5° пд. ш. 76.4° зх. д.       | 3            | 2000         | Кліодна (Cliodhna) кельтська богиня красоти                                                              | WGPSN  |
| Кормак    | 36°54′ пд. ш. 88°06′ зх. д. / 36.9° пд. ш. 88.1° зх. д.     | 4            | 2000         | Кормак мак Арт (Cormac mac Airt) верховний король Ірландії                                               | WGPSN  |
| Дагда     | 37°21′ пн. ш. 168°44′ зх. д. / 37.35° пн. ш. 168.74° зх. д. | 9.8          | 2006         | Дагда (Dagda) кельтський бог землі                                                                       | WGPSN  |
| Дейрдре   | 65°24′ пд. ш. 152°42′ сх. д. / 65.4° пд. ш. 152.7° сх. д.   | 4.5          | 2000         | Дейрдре (Deirdre) ірландська красуня                                                                     | WGPSN  |
| Діермуїд  | 61°18′ пд. ш. 102°00′ зх. д. / 61.3° пд. ш. 102° зх. д.     | 8.2          | 2000         | Діермуїд (Diarmuid Ua Duibhne) ірландський парубок-воїн, син бога смерті та зваблювач жінок              | WGPSN  |
| Ділан     | 55°18′ пд. ш. 84°24′ зх. д. / 55.3° пд. ш. 84.4° зх. д.     | 5.3          | 2000         | Ділан (Dylan Eil Ton) бог морів, в образі риби                                                           | WGPSN  |
| Еладан    | 31°54′ пд. ш. 79°48′ зх. д. / 31.9° пд. ш. 79.8° зх. д.     | 2.5          | 2000         | Еладан (Elathan) бог Місяця й король Фоморії                                                             | WGPSN  |
| Еохайд    | 50°17′ пд. ш. 233°12′ зх. д. / 50.28° пд. ш. 233.2° зх. д.  | 10.6         | 2006         | Еохайд мак Ейрк (Eochaid) один з верховних вождів Ірландії                                               | WGPSN  |
| Ґовейннен | 37°18′ пд. ш. 57°12′ сх. д. / 37.3° пд. ш. 57.2° сх. д.     | 11.5         | 1997         | Ґовейннен (Govannan) бог металургії                                                                      | WGPSN  |
| Ґраінне   | 59°42′ пд. ш. 99°24′ зх. д. / 59.7° пд. ш. 99.4° зх. д.     | 13.5         | 2000         | Ґраінне (Gráinne) донька верховного вождя Кормака мак Арта                                               | WGPSN  |
| Ґверн     | 9°08′ пн. ш. 344°32′ сх. д. / 9.14° пн. ш. 344.54° сх. д.   | 22,2         | 2006         | Ґверн (Gwern) один з дрібних валійських божків                                                           | WGPSN  |
| Ґвидіон   | 60°30′ пд. ш. 81°36′ зх. д. / 60.5° пд. ш. 81.6° зх. д.     | 5            | 2000         | Ґвидіон (Gwydion) знаковий чарівник та маг                                                               | WGPSN  |
| Ллір      | 1°48′ пд. ш. 138°12′ сх. д. / 1.8° пд. ш. 138.2° сх. д.     | 1.1          | 2000         | Ллір (Llyr) маловідомий персонаж валлійських легенд                                                      | WGPSN  |
| Лучта     | 40°12′ пд. ш. 257°34′ сх. д. / 40.2° пд. ш. 257.57° сх. д.  | 19.9         | 2006         | Лучта (Luchtar) бог столярів                                                                             | WGPSN  |
| Лаґ       | 27°59′ пд. ш. 44°19′ сх. д. / 27.99° пд. ш. 44.31° сх. д.   | 11           | 2006         | Лаґ (Lug) бог світла та майстер "всіх ремесел"                                                           | WGPSN  |
| Мейл Дуін | 16°48′ пд. ш. 162°06′ сх. д. / 16.8° пд. ш. 162.1° сх. д.   | 2            | 2000         | Мейл Дуін (Mael Dúin) головний герой ірландського однойменного епосу, написаного в 1 тисячолітті         | WGPSN  |
| Мейве     | 58°48′ пн. ш. 78°54′ зх. д. / 58.8° пн. ш. 78.9° зх. д.     | 21.3         | 2000         | Мейве (Maeve) фея сп'яніння або одруження в ірландських легендах                                         | WGPSN  |
| Мананнан  | 3°06′ пн. ш. 120°18′ сх. д. / 3.1° пн. ш. 120.3° сх. д.     | 30           | 1997         | Мананнан (Manannán mac Lir) ірландський володар всіх морів з країни Вічної Молодості                     | WGPSN  |
| Мат       | 25°36′ пд. ш. 176°18′ сх. д. / 25.6° пд. ш. 176.3° сх. д.   | 10.8         | 2000         | Мат (Math ap Mathonwy) персонаж валлійської міфології, король Гвінеди, пізніше ще й бог багатства        | WGPSN  |
| Мідір     | 3°39′ пд. ш. 338°45′ сх. д. / 3.65° пд. ш. 338.75° сх. д.   | 37.4         | 2006         | Мідір (Midir) кельтський бог підземного світу                                                            | WGPSN  |
| Мовран    | 4°54′ пд. ш. 152°36′ зх. д. / 4.9° пд. ш. 152.6° зх. д.     | 15           | 1985         | Мовран (Morvran) епічний темношкірий воїн у валлійській міфології                                        | WGPSN  |
| Ніам      | 21°06′ пн. ш. 143°06′ сх. д. / 21.1° пн. ш. 143.1° сх. д.   | 5            | 2000         | Ніам (Niamh) дочка ірландського морського бога, королева землі вічної молодості, закохана в барда Оссіна | WGPSN  |
| Оґма      | 87°27′ пн. ш. 287°52′ сх. д. / 87.45° пн. ш. 287.86° сх. д. | 5            | 2006         | Оґма (Ogma) персонаж ірландської та шотландської міфології, винахідник писемності                        | WGPSN  |
| Ойсін     | 52°18′ пд. ш. 146°36′ сх. д. / 52.3° пд. ш. 146.6° сх. д.   | 6.2          | 2000         | Ойсін (Oísin) легендарний ірландський бард III століття, персонаж численних ірландських легенд, міфів    | WGPSN  |
| Придері   | 66°06′ пд. ш. 159°06′ зх. д. / 66.1° пд. ш. 159.1° зх. д.   | 1.7          | 2000         | Придері (Pryderi) валлійський епічний воїн, син бога Пюїлла та Ріаннони                                  | WGPSN  |
| Пюйллl    | 25°12′ пд. ш. 88°36′ сх. д. / 25.2° пд. ш. 88.6° сх. д.     | 45           | 1997         | Пюйлл (Pwyll) кельтський бог підземного світу                                                            | WGPSN  |
| Ріаннон   | 80°54′ пд. ш. 165°06′ сх. д. / 80.9° пд. ш. 165.1° сх. д.   | 15.9         | 1985         | Ріаннон (Rhiannon) богиня коней (валлійська міфологія), дружина бога підземного світу                    | WGPSN  |
| Талієсін  | 22°48′ пд. ш. 138°00′ зх. д. / 22.8° пд. ш. 138° зх. д.     | 50           | 1985         | Талієсін (Taliesin) перший, древній, валлійський поет                                                    | WGPSN  |
| Теґід     | 0°48′ пн. ш. 164°24′ зх. д. / 0.8° пн. ш. 164.4° зх. д.     | 29.7         | 1985         | Теґід (Tegid Veol) чоловік богині родючості Керідвен (валлійська міфологія)                              | WGPSN  |
| Туаґ      | 59°55′ пн. ш. 172°22′ зх. д. / 59.92° пн. ш. 172.36° зх. д. | 15.6         | 2006         | Туаґ (Tuag) кельтська богиня світанку                                                                    | WGPSN  |
| Уайтні    | 48°30′ пд. ш. 90°42′ зх. д. / 48.5° пд. ш. 90.7° зх. д.     | 6.5          | 2000         | Уайтні (Uaithne) Арфа Дагди, батька всіх богів в кельтській міфології                                    | WGPSN  |